# Clan Yonekura

Mon de la famille Yonekura.

Le clan Yonekura (米倉氏, Yonekura-shi) est une branche cadette du clan Takeda de la province de Kai dont quelques membres ont accédé à d'importantes positions au sein de l'administration du shogunat Tokugawa au milieu de l'époque d'Edo de l'histoire du Japon.
Le clan Yonekura prétend descendre de Seiwa-Genji, se constituant en branche du clan Takeda au début de l'époque de Muromachi et prenant son nom d'un shōen dans la province de Kai. Ses membres continuent de servir les Takeda en tant qu'obligés héréditaires jusqu'à ce que ceux-ci soient défaits par Oda Nobunaga, ce qui amène les Yonekura à rapporter leur allégeance à Tokugawa Ieyasu. Après la bataille de Sekigahara en 1603, ils servent comme hatamoto dans l'administration du shogunat Tokugawa.
Yonekura Masatada (米倉昌尹, 1637-1699) est protégé par le shogun Tokugawa Tsunayoshi, et gravit rapidement les échelons jusqu'à atteindre le poste de wakadoshiyori en 1696. Les revenus additionnels fournis par cette fonction le qualifie pour rejoindre les rangs des daimyōs et il devient premier daimyo du domaine de Kanazawa dans la province de Musashi. Il est ensuite transféré au domaine de Minagawa dans la province de Kōzuke. Sa lignée s'éteint avec son petit-fils Yonekura Masateru (米倉昌照, 1683-1712), mais un fils de Yanagisawa Yoshiyasu est choisi pour hériter du nom de la famille. il prend le nom de Yonekura Tadasuke puis est transféré de retour au domaine de Musashi-Kanazawa en 1722.
Durant la période du Bakumatsu, Yonekura Masakoto, 8e et dernier daimyō, se range du côté du nouveau gouvernement de Meiji durant la guerre de Boshin de la restauration de Meiji. Après l'abolition du système han (juillet 1871), il est fait vicomte (shishaku) au sein de la nouvelle structure nobiliaire (kazoku) de l'ère Meiji.